# Iwan Dacenko
Iwan Iwanowicz Dacenko (ros. Иван Иванович Даценко, ukr. Іван Іванович Даценко, ur. 29 listopada 1918 we wsi Czernieczyj Jar w obwodzie połtawskim, zm. 10 kwietnia 1944 pod Lwowem) – radziecki lotnik wojskowy, starszy porucznik lotnictwa, Bohater Związku Radzieckiego (1943).

## Życiorys
Urodził się w ukraińskiej rodzinie chłopskiej. W 1937 ukończył technikum weterynaryjne i został powołany do Armii Czerwonej, w 1940 ukończył wojskową szkołę lotniczą w Czkałowie (obecnie Orenburg) i został przyjęty do WKP(b). Od czerwca 1941 uczestniczył w wojnie z Niemcami, został dowódcą klucza 10 gwardyjskiego pułku lotniczego 3 Gwardyjskiej Dywizji Lotniczej 3 Gwardyjskiego Korpusu Lotniczego Lotnictwa Dalekiego Zasięgu, bombardował obiekty wojskowo-przemysłowe na głębokich tyłach przeciwnika. Brał udział w bitwie pod Stalingradem, 22 czerwca 1942 w rejonie Orła zbombardował lotnisko wroga; pod koniec wykonywania tego zadania jego samolot został trafiony i zapalił się, jednak pilot zdołał wylądować. Do sierpnia 1943 wykonał 213 lotów bojowych w celu bombardowania. Podczas bombardowania stacji kolejowej Lwów-2 został zestrzelony, dalsze jego losy są nieznane. Został uznany za poległego. Według nieoficjalnych informacji przytaczanych przez Machmuda Esambajewa miał przeżyć i dostać się do niemieckiej niewoli, później przedostać się do Kanady, a następnie żyć tam wśród Mohawków.

## Odznaczenia
- Złota Gwiazda Bohatera Związku Radzieckiego (18 września 1943)
- Order Lenina
- Order Czerwonego Sztandaru

I medale.